# Mauro Parmeggiani

Bischofswappen von Mauro Parmeggiani

Mauro Parmeggiani (* 5. Juli 1961 in Reggio nell’Emilia, Italien) ist ein römisch-katholischer Geistlicher und Bischof von Tivoli und Palestrina.

## Leben
Mauro Parmeggiani empfing am 28. Oktober 1985 durch den Bischof von Reggio Emilia-Guastalla, Gilberto Baroni, das Sakrament der Priesterweihe. Am 25. November 1996 wurde er in den Klerus des Bistums Rom inkardiniert.
Am 3. Juli 2008 ernannte ihn Papst Benedikt XVI. zum Bischof von Tivoli. Der emeritierte Kardinalvikar des Bistums Rom, Camillo Kardinal Ruini, spendete ihm am 20. September desselben Jahres die Bischofsweihe; Mitkonsekratoren waren der Erzbischof von Pisa, Giovanni Paolo Benotto, und der Kardinalvikar des Bistums Rom, Agostino Kardinal Vallini. Die Amtseinführung erfolgte am 5. Oktober 2008.
Papst Franziskus ernannte ihn am 31. Juli 2017 zum Apostolischen Administrator des vakanten Bistums Palestrina.
Am 19. Februar 2019 ernannte ihn Papst Franziskus zum Bischof von Palestrina unter gleichzeitiger Vereinigung der Bistümer Tivoli und Palestrina in persona episcopi. Die Amtseinführung im Bistum Palestrina fand am 17. April desselben Jahres statt.